# Parker (Arizona)
Parker (en llengua mohave 'amat kuhwely) és la seu del Comtat de La Paz a l'estat d'Arizona. Segons el cens del 2007 tenia 3.181 habitants.

## Demografia
Segons el cens del 2000, Parker tenia 3.140 habitants, 1.064 habitatges, i 791 famílies La densitat de població era de 55,2 habitants/km².
Dels 1.064 habitatges en un 41,5% hi vivien nens de menys de 18 anys, en un 51,6% hi vivien parelles casades, en un 15,6% dones solteres, i en un 25,6% no eren unitats familiars. En el 20,6% dels habitatges hi vivien persones soles el 8,4% de les quals corresponia a persones de 65 anys o més que vivien soles. El nombre mitjà de persones vivint en cada habitatge era de 2,93 i el nombre mitjà de persones que vivien en cada família era de 3,38.
Per edats la població es repartia de la següent manera: un 32,8% tenia menys de 18 anys, un 9,6% entre 18 i 24, un 25,4% entre 25 i 44, un 22,8% de 45 a 60 i un 9,4% 65 anys o més.
L'edat mediana era de 32 anys. Per cada 100 dones de 18 o més anys hi havia 88,4 homes.
La renda mediana per habitatge era de 34.625 $ i la renda mediana per família de 37.663 $. Els homes tenien una renda mediana de 26.542 $ mentre que les dones 21.006 $. La renda per capita de la població era de 15.016 $. Aproximadament el 10,6% de les famílies i el 14,7% de la població estaven per davall del llindar de pobresa.

## Poblacions properes
El següent diagrama mostra les poblacions més properes.